# Amable Henri Delaage
Amable Henri Delaage, né le 19 février 1745 à Saint-Savin (Vienne), mort le 30 septembre 1797 à Oost-Cappel (Nord), est un général français de la révolution française.

## États de service
Il entre en service en 1762, comme volontaire dans le régiment Dauphin-Infanterie, il est nommé capitaine au régiment de Perche-Infanterie en 1783. Il est fait chevalier de Saint-Louis en 1784, et il est nommé colonel au 24e régiment d’infanterie de ligne le 21 octobre 1791.
Il est promu général de brigade le 19 septembre 1792. Le 11 février 1793, il est nommé général de division à l’armée de la Moselle, et il participe à la bataille d’Arlon le 9 juin 1793. Il est suspendu le 20 septembre 1793.
En 1796, il est remis en activité à l’armée du Nord, et il meurt subitement à Oost-Cappel, le 30 septembre 1797.
Son nom est gravé sous l'arc de triomphe de l'Étoile, 6e colonne.

## Sources
- (en) « Generals Who Served in the French Army during the Period 1789 - 1814: Eberle to Exelmans »
- Georges Six, Dictionnaire biographique des généraux & amiraux français de la Révolution et de l'Empire (1792-1814) Paris : Librairie G. Saffroy, 1934, vol 1.